# Episodi di Doraemon (serie animata 2005) (prima stagione)
Questa è la lista degli episodi della prima stagione dell'anime 2005 di Doraemon.
È stata trasmessa in Giappone dal 15 aprile al 31 dicembre 2005 su TV Asahi, mentre in Italia dal 3 marzo al 3 giugno 2014 su Boing.

## Speciali
Gli episodi speciali di Doraemon vengono trasmessi in Giappone in occasione di eventi o ricorrenze particolari; sono inediti in Italia.
| Nº | Giapponese 「Kanji」 - Rōmaji - Traduzione letterale | In onda          | In onda  |
| Nº | Giapponese 「Kanji」 - Rōmaji - Traduzione letterale | Giapponese       | Italiano |
| S1 | 「勉強べやの釣り堀」 - Benkyō beya no tsuribori – "A pesca nella stanza di Nobita"「タイムマシンがなくなった!!」 - Taimu mashin ga nakunatta!! – "La sparizione della macchina del tempo"「思い出せ!あの日の感動」 - Omoidase! Ano hi no kandō – "Ricordi quanto fu bello quel giorno?" | 15 aprile 2005   | inedito  |
| S2 | 「天井うらの宇宙戦争」 - Tenjōura no uchū sensō – "Guerre stellari in soffitta"「のろいのカメラ」 - Noroi no kamera – "La maledizione della macchina fotografica"「一生に一度は百点を」 - Isshō ni ichido wa hyakuten o – "Almeno per una volta, ho preso 100!"                         | 1º luglio 2005   | inedito  |
| S3 | 「昔はよかった」 - Mukashi wa yokatta – "Giorni da bravo ragazzo"「宝星」 - Takaraboshi – "Il Pianeta del Tesoro" | 21 ottobre 2005  | inedito  |
| S4 | 「雪山のロマンス」 - Yukiyama no romansu – "Il romanticismo della montagna innevata"「ラジコン大海戦」 - Rajikon daikaisen – "La guerra dei modellini"「竜宮城の八日間」 - Ryūgūjō no hachi-kakan – "Otto giorni nel palazzo del Re Drago"                                              | 31 dicembre 2005 | inedito  |